# I Wish You a Merry Christmas
I Wish You a Merry Christmas és un àlbum de vinil de llarga durada amb cançons nadalenques gravades per Bing Crosby per a la seva pròpia companyia, Project Records, i publicat per Warner Bros. (W-1484) el 1962.
Les pistes van ser arreglades per Bob Thompson, Peter Matz i Jack Halloran, i cadascú va dirigir l'orquestra per als seus propis arranjaments. L'acompanyament musical es va gravar el 23 i 25 de juliol de 1962 i Crosby va gravar la veu el 5 d'octubre de 1962.

## Recepció
Billboard va ressenyar l'àlbum dient: "Crosby és un venedor nadalenc perenne, i aquest LP hauria de ser un element nadalenc important per a tots els distribuïdors. El toc de Crosby és evident a tot arreu i el material està extret del gran catàleg nadalenc. en estàndards nadalencs com "Winter Wonderland", "Hark the Herald Angels Sing" i "Have Yourself a Merry Little Christmas".
Warners Bros. Records va treure un anunci de pàgina sencera anunciant l'àlbum a Billboard destacant que l'àlbum s'havia gravat recentment. La mateixa revista va escriure a la seva edició del 24 de novembre de 1962: "Fins ara només un àlbum de Nadal s'havia enlairat realment. Aquest era 'The Glorious Sound of Christmas' amb l'Orquestra de Filadèlfia i el Mormon Tabernacle Choir. Tanmateix, un nou L'àlbum de Nadal de Bing Crosby a Warner Bros. comença a moure's i amb aquest, Bing Crosby podria afegir un altre best-seller de Nadal a la seva llarga llista ".
El 1965, I Wish You a Merry Christmas va ocupar el lloc 40 de la llista Billboard dels 60 àlbums de Nadal més venuts d'aquell any. La compilació Decca de Crosby, Merry Christmas, va ocupar el quart lloc de la mateixa llista, i també va ocupar quatre dels 30 llocs de la llista de senzills de Nadal més venuts d'aquell any.
L'àlbum va ser rellançat per Capitol el 1977 (en LP) i novament el 1988 (en CD) com Christmas Classics de Bing Crosby, amb una cançó -"Pat-a-Pan / While Shepherds Watched They Sheep"- omesa. Totes les cançons de l'àlbum original es van incloure en un CD EMI de 1998 anomenat Winter Wonderland al Regne Unit i en un CD Capitol actualitzat de 2006 titulat Bing Crosby's Christmas Classics als Estats Units.

## Cançons
Costat 1
| No. | Títol                                           | Composició                                       | Durada |
| --- | ----------------------------------------------- | ------------------------------------------------ | ------ |
| 1.  | "Winter Wonderland"                             | Felix Bernard, Richard B. Smith                  | 2:27   |
| 2.  | "Have Yourself a Merry Little Christmas"        | Hugh Martin, Ralph Blane                         | 2:52   |
| 3.  | "What Child Is This?" / "The Holly and the Ivy" | William Chatterton Dix; Traditional              | 3:23   |
| 4.  | "The Little Drummer Boy"                        | Katherine K. Davis, Henry Onorati, Harry Simeone | 3:02   |
| 5.  | "O Holy Night"                                  | Adolphe Adam, John Sullivan Dwight               | 3:36   |

Costat 2
| No. | Títol                                                              | Composició                               | Durada |
| --- | ------------------------------------------------------------------ | ---------------------------------------- | ------ |
| 1.  | "The Littlest Angel"                                               | Mack David, Simon Rady                   | 4:03   |
| 2.  | "Let It Snow! Let It Snow! Let It Snow!"                           | Sammy Cahn, Jule Styne                   | 2:09   |
| 3.  | "Hark! The Herald Angels Sing" / "It Came upon the Midnight Clear" | Felix Mendelssohn; Richard Storrs Willis | 3:08   |
| 4.  | "Frosty the Snowman"                                               | Steve Nelson, Walter E. Rollins          | 2:16   |
| 5.  | "Pat-a Pa" / "While Shepherds Watched Their Sheep"                 | Traditional                              | 2:53   |
| 6.  | "I Wish You a Merry Christmas"                                     | Traditional                              | 1:54   |